# Колбонагреватель
Колбонагрева́тель — это устройство, предназначенное для нагрева растворов, смесей, проб и образцов в колбах в лабораторных условиях. Модели колбонагревателей могут отличаться по количеству мест для нагрева колб, по размеру нагревательного элемента, который соотносится с размером колбы, и по его типу. Кроме того, современные колбонагреватели могут быть оборудованы магнитными мешалками, которые позволяют в разных режимах размешивать нагреваемое содержимое колбы.
Колбонагреватель используется для нагрева жидких и твердых веществ, перегонки смесей, контроля фракционного состава, синтеза веществ, определения содержания воды по действующим стандартам и других испытаний, требующих нагрева колб.
В зависимости от типа нагревательного элемента, колбонагреватели подразделяются на сеточные (в которых нагревательный элемент представляет собой мелкую сетку из минерального волокна и/или металла) и спиральные (в которых нагревательный элемент представляет собой металлическую спираль).
Преимущество колбонагревателя по сравнению с другими способами нагрева колб (при помощи водяной бани, масляной бани, электроплитки, газовой горелки или спиртовки) заключается в том, что сосуд нагревается равномерно по всей обогреваемой поверхности. Кроме того, лабораторная электроплитка не приспособлена для нагрева круглодонных колб.